# Phryxe setinervis
Phryxe setinervis är en tvåvingeart som beskrevs av Louis-Paul Mesnil 1968. Phryxe setinervis ingår i släktet Phryxe och familjen parasitflugor.
Artens utbredningsområde är Tanzania. Inga underarter finns listade i Catalogue of Life.